# Rhabdophloeus difficilis
Rhabdophloeus difficilis is een keversoort uit de familie dwergschorskevers (Laemophloeidae). De wetenschappelijke naam van de soort werd in 1926 gepubliceerd door Kessel.